# Stadthalle Graz

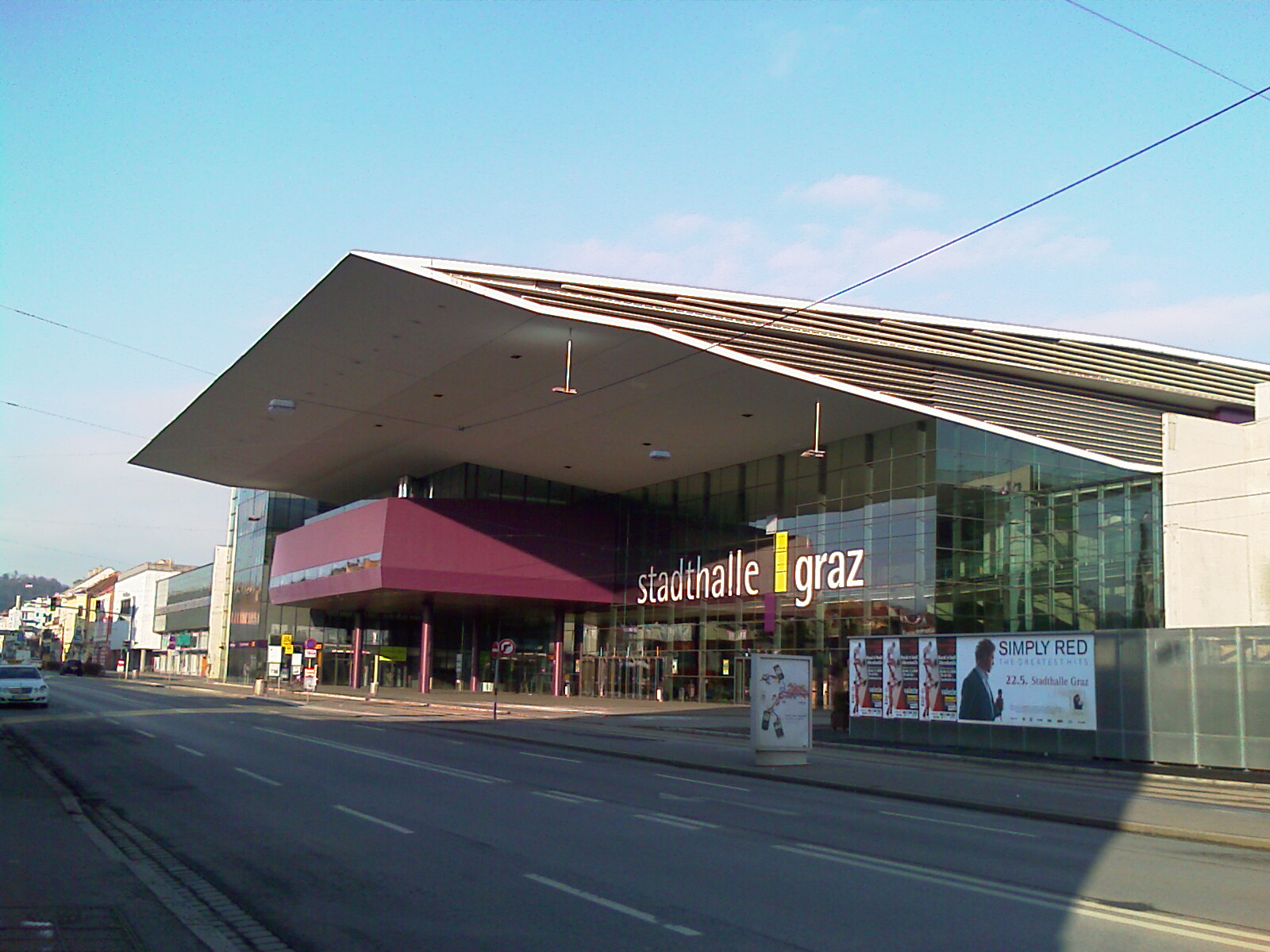
Straßenansicht, Haupteingang

Die Stadthalle Graz im 6. Grazer Stadtbezirk Jakomini ist die größte Veranstaltungshalle in Graz. Erbaut wurde sie zwischen April 2000 und Anfang 2002.

## Bauwerk
Die Stadthalle Graz, die von der Messe Congress Betriebsgmbh betrieben wird, steht auf dem Platz der ehemaligen Halle 1 der Grazer Messe. Zwischen 1998 und 1999 wurde der Architekturwettbewerb für die Stadthalle durchgeführt. Den Zuschlag dafür erhielt im Dezember 1999 der Architekt Klaus Kada. Die auf maximal 14.000 m² ausdehnbare Halle besteht aus Ober- und Erdgeschoß. Die praktisch säulenfreie Halle steht nur auf vier Grundsäulen, die sich in jeder Ecke der Halle befinden. Das Vordach ragt weit über den gesamten Vorplatz hinaus.

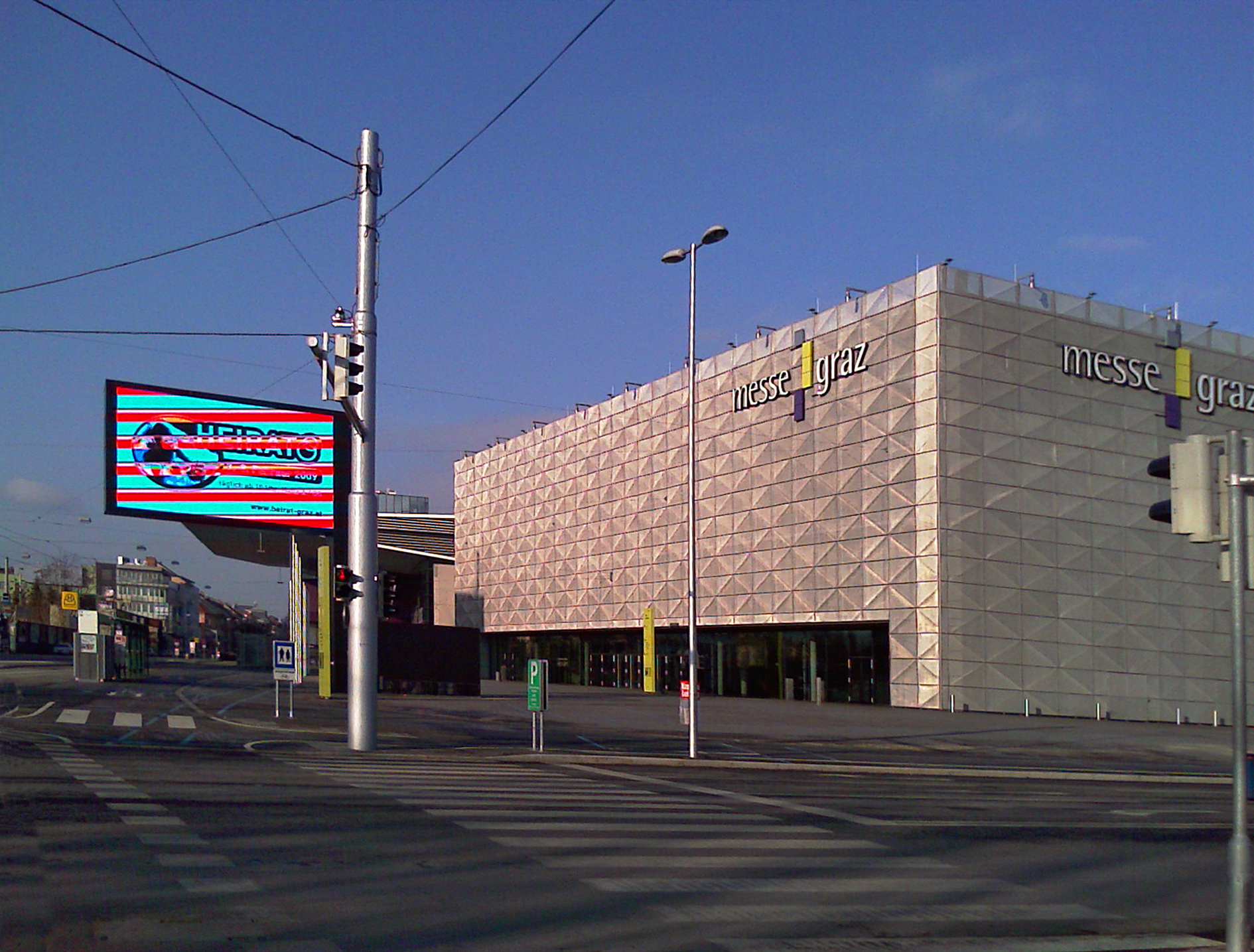
Die Messehalle A neben der Stadthalle

Unmittelbar an die Stadthalle grenzt die danach errichtete Messehalle A der Architekten Florian Riegler und Roger Riewe an.

## Geschichte
Vor der Errichtung der Halle fanden größere Veranstaltungen nur im Eisstadion Graz-Liebenau oder im Schwarzl-Freizeitzentrum außerhalb der Stadt Platz.
Die erste große Veranstaltung in der Halle, eine Kalachakra-Übertragung, fand im Jahr 2002 statt. Der 14. Dalai Lama war persönlich anwesend. Die Halle war bisher Ort für zahlreiche Veranstaltungen wie zum Beispiel Wetten, dass..? oder Musikantenstadl. Am 16. November 2007 fand erstmals das Musikevent The Dome mit seiner 44., und später seiner 52. Ausgabe in der Grazer Stadthalle statt.
Weitere Veranstaltungen waren etwa Night Of The Jumps, die Handball Euro 2010, ein Auftritt der Harlem Globetrotters, diverse bedeutende Konzerte (Xavier Naidoo, Pink etc.).
Ebenfalls traditionell findet jährlich im Fasching der Steirische Bauernbundball der mit beispielsweise im Jahr 2020 mit 16.000 Besuchern zu den größten Ballveranstaltungen europaweit zählt.